# Championnats du monde junior de ski nordique 2015
Navigation
Édition précédente Édition suivante
Les championnats du monde junior de ski nordique 2015 se déroulent du 1er février 2015 au 8 février 2015 à Almaty au Kazakhstan, sous l'égide de la fédération internationale de ski. L’événement comprend les championnats du monde junior de ski de fond, de saut à ski et de combiné nordique. Les athlètes doivent être âgés de moins de vingt ans. Parallèlement, des championnats du monde de ski de fond des moins de 23 ans se tiennent avec six épreuves au programme.

## Programme
Quinze épreuves sont au programme des championnats du monde junior : huit en ski de fond, quatre en saut à ski et trois en combiné nordique. Ce chiffre n'a cessé d'augmenter depuis le regroupement des trois disciplines en un seul événement de dix épreuves en 1991 à quinze depuis 2012.
Parallèlement aux championnats du monde junior se tiennent les championnats du monde de ski de fond des moins de 23 ans. Six épreuves sont programmées.
Les épreuves de saut à ski et de combiné nordique ont lieu sur le tremplin (HS 106) du Complexe Sunkar à Almaty.
| Date        | Sport            | Épreuve                          | Sous-Épreuve | Catégorie |
| ----------- | ---------------- | -------------------------------- | ------------ | --------- |
| Mardi 03    | Ski de fond      | Sprint Classique                 | - 23 ans     | Dames     |
| Mardi 03    | Ski de fond      | Sprint Classique                 | - 23 ans     | Hommes    |
| Mardi 03    | Ski de fond      | Sprint Classique                 | Juniors      | Dames     |
| Mardi 03    | Ski de fond      | Sprint Classique                 | Juniors      | Hommes    |
| Mercredi 04 | Ski de fond      | 5 km - Libre                     | Juniors      | Dames     |
| Mercredi 04 | Ski de fond      | 10 km - Libre                    | Juniors      | Hommes    |
| Mercredi 04 | Combiné nordique | Saut à Ski - HS 106              | Juniors      | Hommes    |
| Mercredi 04 | Combiné nordique | Ski de Fond - 10 km              | Juniors      | Hommes    |
| Jeudi 5     | Ski de fond      | 10 km - Libre                    | - 23 ans     | Dames     |
| Jeudi 5     | Ski de fond      | 15 km - Libre                    | - 23 ans     | Hommes    |
| Jeudi 5     | Saut à Ski       | HS 106                           | Juniors      | Dames     |
| Jeudi 5     | Saut à Ski       | HS 106                           | Juniors      | Hommes    |
| Vendredi 6  | Ski de fond      | Skiathlon - 10 km                | Juniors      | Dames     |
| Vendredi 6  | Ski de fond      | Skiathlon - 20 km                | Juniors      | Hommes    |
| Vendredi 6  | Combiné nordique | Saut à Ski - HS 106              | Juniors      | Hommes    |
| Vendredi 6  | Combiné nordique | Ski de fond - 5 km               | Juniors      | Hommes    |
| Samedi 7    | Ski de fond      | Skiathlon - 15 km                | - 23 ans     | Dames     |
| Samedi 7    | Ski de fond      | Skiathlon - 30 km                | - 23 ans     | Hommes    |
| Samedi 7    | Combiné nordique | Saut à Ski - Par Equipe (HS 106) | Juniors      | Hommes    |
| Samedi 7    | Combiné nordique | Ski de fond - Relais (4 * 5 km)  | Juniors      | Hommes    |
| Samedi 7    | Saut à Ski       | Par équipe - HS 106              | Juniors      | Dames     |
| Samedi 7    | Saut à Ski       | Par équipe - HS 106              | Juniors      | Hommes    |
| Dimanche 8  | Ski de fond      | Relais - 4 * 3,3 km              | Juniors      | Dames     |
| Dimanche 8  | Ski de fond      | Relais - 4 * 5 km                | Juniors      | Hommes    |

## Tableaux des médailles
| Rang  | Nation    | Or | Argent | Bronze | Total |
| ----- | --------- | -- | ------ | ------ | ----- |
| 1     | Norvège   | 7  | -      | 4      | 11    |
| 2     | Russie    | 4  | 7      | 4      | 15    |
| 3     | Allemagne | 3  | 5      | 2      | 10    |
| 4     | Autriche  | 1  | 2      | 2      | 5     |
| 5     | France    | -  | 1      | -      | 1     |
| 6     | Estonie   | -  | -      | 1      | 1     |
| -     | Japon     | -  | -      | 1      | 1     |
| -     | Suède     | -  | -      | 1      | 1     |
| Total | Total     | 15 | 15     | 15     | 45    |

| Rang  | Nation    | Or | Argent | Bronze | Total |
| ----- | --------- | -- | ------ | ------ | ----- |
| 1     | Norvège   | 3  | 4      | -      | 7     |
| 2     | Italie    | 1  | -      | 2      | 3     |
| 3     | Suisse    | 1  | 1      | -      | 2     |
| 4     | Allemagne | 1  | -      | -      | 1     |
| 5     | Russie    | -  | 1      | 2      | 3     |
| 6     | France    | -  | 1      | 1      | 2     |
| Total | Total     | 6  | 6      | 6      | 18    |

## Déroulement des épreuves et podiums

### Championnats du monde junior

#### Ski de fond

##### Hommes
| Épreuves           | Or                                                                               | Argent                                                                       | Bronze                                                                                |
| ------------------ | -------------------------------------------------------------------------------- | ---------------------------------------------------------------------------- | ------------------------------------------------------------------------------------- |
| Sprint - Classique | Fredrik Riseth                                                                   | Alexander Bakanov                                                            | Johannes Høsflot Klæbo                                                                |
| 10 km - Libre      | Alexey Chervotkin                                                                | Denis Spitsov                                                                | Alexander Bakanov                                                                     |
| 20 km - Skiathlon  | Alexey Chervotkin                                                                | Ivan Yakimushkin                                                             | Denis Spitsov                                                                         |
| Relais 4 × 5 km    | Russie- Alexander Bakanov - Ivan Yakimushkin - Denis Spitsov - Alexey Chervotkin | France- Valentin Chauvin - Jules Lapierre - Jean Tiberghien - Louis Schwartz | Norvège- Johannes Høsflot Klæbo - Ole Jörgen Bruvoll - Audrun Erikstad - Gaute Kvaale |

##### Femmes
| Épreuves           | Or                                                                                  | Argent                                                                             | Bronze                                                                      |
| ------------------ | ----------------------------------------------------------------------------------- | ---------------------------------------------------------------------------------- | --------------------------------------------------------------------------- |
| Sprint - Classique | Victoria Carl                                                                       | Yulia Belorukova                                                                   | Natalia Nepryaeva                                                           |
| 5 km - Libre       | Victoria Carl                                                                       | Anastasia Sedova                                                                   | Natalia Nepryaeva                                                           |
| 10 km - Skiathlon  | Sofie Nordsveen Hustad                                                              | Victoria Carl                                                                      | Ebba Andersson                                                              |
| Relais 4 × 3,3 km  | Norvège- Tiril Udnes Weng - Julie Myhre - Sofie Nordsveen Hustad - Lotta Udnes Weng | Russie- Yana Kirpichenko - Natalia Nepryaeva - Anastasia Sedova - Yulia Belorukova | Allemagne- Nadine Herrmann - Katharina Hennig - Sofie Krehl - Victoria Carl |

#### Saut à ski

##### Hommes
| Épreuves   | Or                                                                                             | Argent                                                                           | Bronze                                                                               |
| ---------- | ---------------------------------------------------------------------------------------------- | -------------------------------------------------------------------------------- | ------------------------------------------------------------------------------------ |
| Individuel | Johann André Forfang                                                                           | Andreas Wellinger                                                                | Phillip Sjøen                                                                        |
| Par équipe | Norvège- Joacim Ødegård Bjøreng - Halvor Egner Granerud - Phillip Sjøen - Johann André Forfang | Allemagne- Paul Winter - Martin Hamann - Sebastian Bradatsch - Andreas Wellinger | Autriche- Elias Tollinger - Patrick Streitler - Philipp Aschenwald - Simon Greiderer |

##### Femmes
| Épreuves   | Or                                                                            | Argent                                                                           | Bronze                                                          |
| ---------- | ----------------------------------------------------------------------------- | -------------------------------------------------------------------------------- | --------------------------------------------------------------- |
| Individuel | Sofia Tikhonova                                                               | Elisabeth Raudaschl                                                              | Chiara Hölzl                                                    |
| Par équipe | Allemagne- Henriette Kraus - Pauline Hessler - Anna Rupprecht - Gianina Ernst | Russie- Daria Gruschina - Alexandra Kustova - Mariia Iakovleva - Sofia Tikhonova | Japon- Nozomi Maruyama - Yurina Yamada - Shihori Oi - Yūka Setō |

#### Combiné nordique
| Épreuves            | Or                                                                            | Argent                                                                   | Bronze                                                                          |
| ------------------- | ----------------------------------------------------------------------------- | ------------------------------------------------------------------------ | ------------------------------------------------------------------------------- |
| Gundersen 10 km     | Jarl Magnus Riiber                                                            | Paul Gerstgraser                                                         | Jakob Lange                                                                     |
| Gundersen 5 km      | Jarl Magnus Riiber                                                            | Jakob Lange                                                              | Kristjan Ilves                                                                  |
| Par équipe 4 x 5 km | Autriche- Thomas Jöbstl - Bernhard Flaschberger - Noa Mraz - Paul Gerstgraser | Allemagne- Philip Mauersberger - Terence Weber - Paul Hanf - Jakob Lange | Norvège- Simen Tiller - Harald Johnas Riiber - Jarl Magnus Riiber - Lars Buraas |

### Championnats du monde de ski de fond des moins de 23 ans

#### Hommes
| Épreuves           | Or                    | Argent                 | Bronze              |
| ------------------ | --------------------- | ---------------------- | ------------------- |
| Sprint - Classique | Sondre Turvoll Fossli | Sindre Bjørnestad Skar | Ermil Vokuev        |
| 15 km - Libre      | Florian Notz          | Simen Hegstad Krüger   | Adrien Backscheider |
| 30 km - Skiathlon  | Magne Haga            | Clément Parisse        | Dmitri Rostovzev    |

#### Femmes
| Épreuves           | Or                      | Argent             | Bronze                  |
| ------------------ | ----------------------- | ------------------ | ----------------------- |
| Sprint - Classique | Francesca Baudin        | Silje Theodorsen   | Giulia Stürz            |
| 10 km - Libre      | Barbro Kvaale           | Daria Storozhilova | Nathalie von Siebenthal |
| 15 km - Skiathlon  | Nathalie von Siebenthal | Barbro Kvaale      | Giulia Stürz            |